# Erelijst van Gevallenen 1940-1945

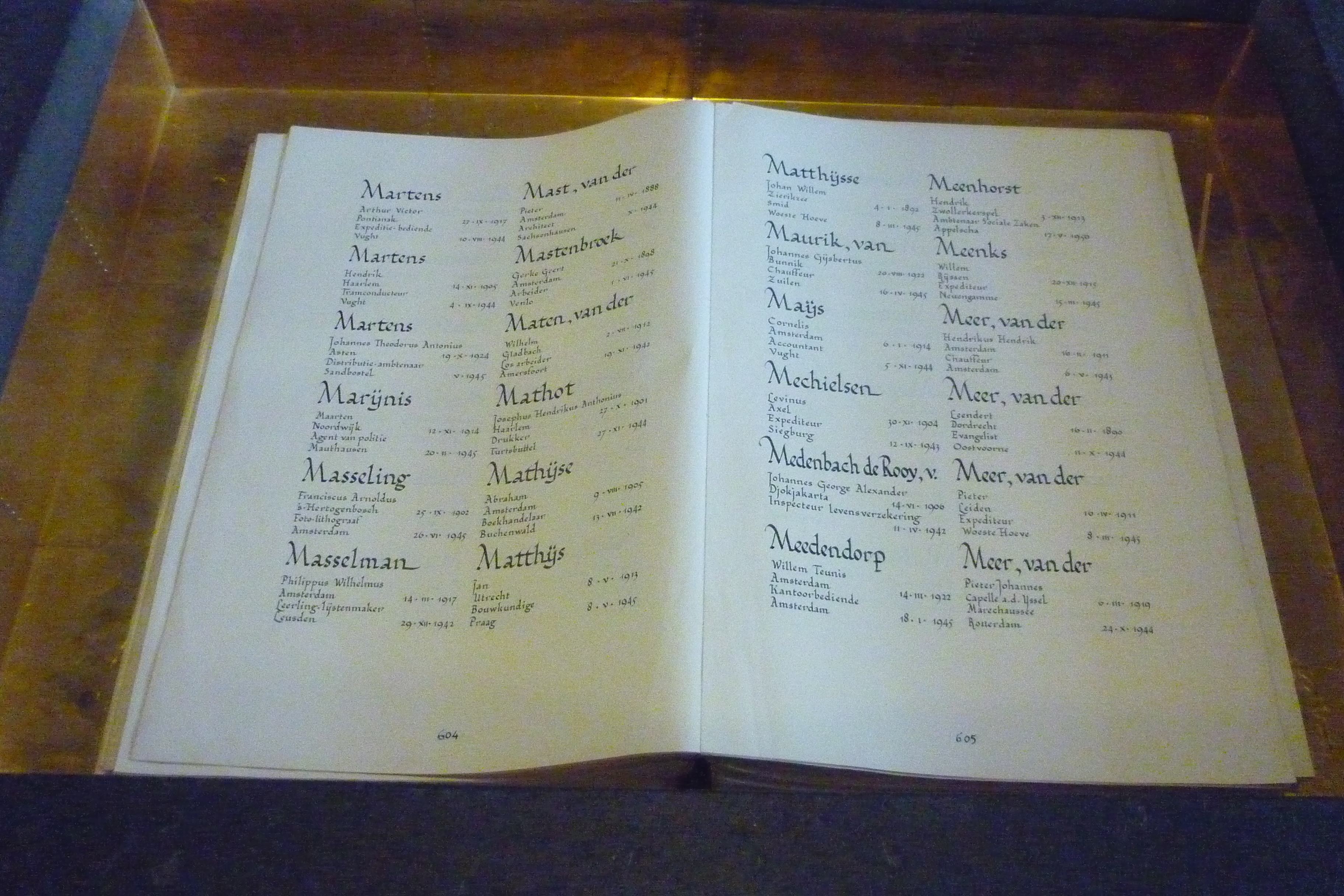
De Erelijst van Gevallenen 1940-1945 in de Tweede Kamer

De Erelijst van Gevallenen 1940-1945 is een document dat de namen bevat van de tijdens de Tweede Wereldoorlog gesneuvelde Nederlandse militairen en verzetsstrijders. De Erelijst is tot stand gekomen door aanmeldingen van familie. Er is nooit vooraf onderzoek gedaan of de namen in de lijst daadwerkelijk bij het verzet hebben gezeten. Naar nu blijkt staan er diverse namen in welke als collaborateur aangemerkt kunnen worden. Op de digitale lijst kunnen de namen na privaat onderzoek verwijderd worden maar van het fysieke boek niet vanwege de slechte papierkwaliteit. 

## Geschiedenis
De lijst is opgesteld door het Rijksinstituut voor Oorlogsdocumentatie aan de hand van aanmeldingen en op 4 mei 1960 bood koningin Juliana de Erelijst aan aan de Staten-Generaal. Sindsdien ligt de erelijst in de hal van de ingang aan het Binnenhof van de Tweede Kamer der Staten-Generaal. Doordat het initiatief voor opname (behalve wat betreft de militairen) bij de nabestaanden lag, is de lijst niet compleet en incorrect!

## Inhoud

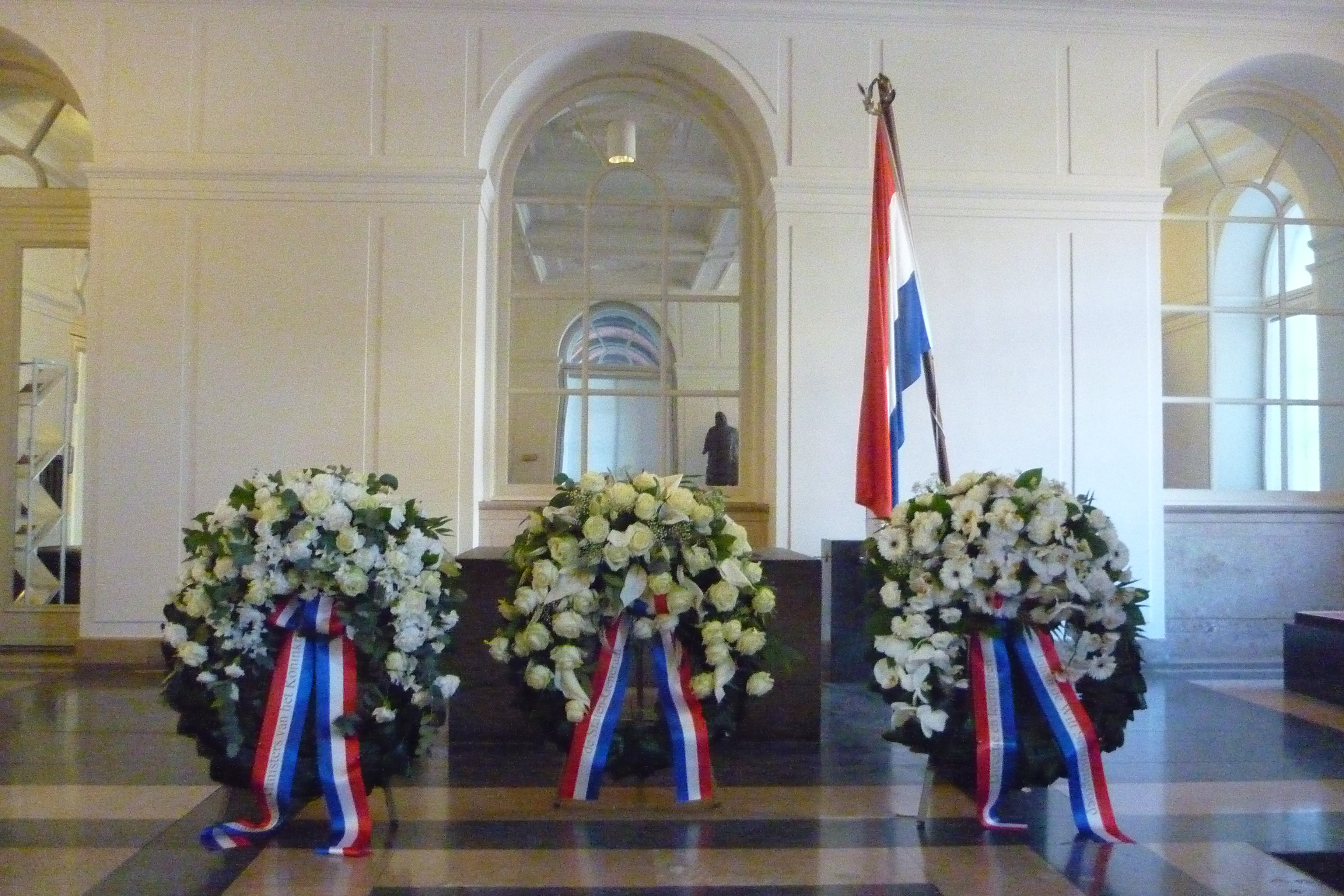
Na afloop van de herdenking van 4 mei 2013

De lijst bevat ongeveer 18.000 namen verdeeld over een vijftal groepen. Dit zijn:
- Militairen van de Koninklijke Landmacht
- Officieren en manschappen van de Koninklijke Marine
- Bemanningsleden van Nederlandse koopvaardijschepen
- Militairen van het Koninklijk Nederlandsch-Indisch Leger en leden van het Indisch verzet
- Verzetsdeelnemers in Nederland.

## Herdenking
Jaarlijks vindt er op 4 mei, in aanloop van de Nationale Dodenherdenking een herdenking plaats. Leerlingen van de Johan de Witt Scholengroep, die het monument hebben geadopteerd, dragen gedichten voor. Hierna vindt een kranslegging plaats door de voorzitters van de beide Kamers van de Staten Generaal en de minister-president namens de Raad van Ministers.